# Alvise Lippomano
Alvise Lippomano (Venezia, 1586 – Veglia, 1640) è stato un vescovo cattolico italiano.

## Biografia
Nacque a Venezia dalla famiglia patrizia dei Lippomano.
Il 10 maggio 1623 fu nominato vescovo di Veglia e il 14 maggio successivo ricevette la consacrazione episcopale dalle mani del cardinale Pietro Valier, coconsacranti il cardinale Federico Corner e l'arcivescovo di Corfù Benedetto Bragadin.
Morì a Veglia nel 1640 all'età di 54 anni.

## Genealogia episcopale
La genealogia episcopale è:
- Cardinale Pietro Valier
- Vescovo Alvise Lippomano